# Douglas 500cc-modellen
De Douglas 500cc-modellen zijn de 500cc-motorfietsmodellen die het Britse merk Douglas produceerde met uitzondering van de Douglas 3½ HP-modellen, die eveneens 500 cc maten.

## Voorgeschiedenis
Douglas was in 1907 begonnen met de productie van motorfietsen die feitelijk gebaseerd waren op de Fairy 200cc-boxermotor van Joseph Barter, die inmiddels was overgestapt naar Douglas. Alle machines, (de Douglas 2¾ HP-modellen, de Douglas 3½ HP-modellen en de Douglas 4 HP-modellen) maakten gebruik van deze luchtgekoelde, dwarsgeplaatste, tweecilinder zijklep-boxermotoren. Tijdens de Eerste Wereldoorlog lag (vanaf 1917) de productie van civiele motorfietsen stil, maar Douglas leverde haar motorfietsen nog steeds via het War Office aan het Britse leger. Na de oorlog duurde het lang tot er nieuwe ontwikkelingen plaatsvonden. Douglas meldde de reden ook in de catalogi: "onze machines zijn zo goed dat ze niet verbeterd hoeven te worden". De motorcoureurs Cyril Pullin en Freddie Dixon traden in dienst van Douglas en Pullin ontwikkelde het 350cc-Douglas EW 350 Sport, dat uiterlijk niet veel verschilde van zijn voorgangers, maar zowel het motorblok als het frame waren verbeterd en het model had volledige kettingaandrijving. Al snel volgde een 600cc-versie van de EW. De ontwikkelingen van de racemotoren leverden uiteindelijk ook kopklepmotoren voor klanten op. Na de oorlog was de vraag naar Douglas-motorfietsen zo groot geworden, dat Douglas machines van het War Office terugkocht om ze weer aan klanten door te verkopen. Men ging zich ook serieuzer bezighouden met de motorsport, met namen de TT van Man, de snelheidsrecords op Brooklands, de Speedway en de Dirttrack. Daarom werd ook de “Research Association” opgericht om de speciale racemotoren te ontwikkelen.

## 500cc-modellen

### S 1
De Douglas S 1 kwam in 1920 als sportmotor op de markt, maar was absoluut niet geschikt al sportieve motorfiets voor dagelijks gebruik. Het was bijna een pure racer, met drie versnellingen, een sportstuur en een primitieve, mechanisch bediende schijfrem in het voorwiel. De versnellingsbak zat nog onder de achterste cilinder en er was nog maar één carburateur gebruikt. De machine week van pure racemotoren af door kickstarter die op de rechterkant van de versnellingsbak gemonteerd was. Men had echter nog weinig vertrouwen in een superieure voorrem, door de gebrekkige kennis van dynamische aslastverplaatsing vonden veel (aspirant) coureurs een achterrem veel belangrijker en vaak werd de schijfrem in het achterwiel gemonteerd als vervanger van de trommelrem. De machine wordt als de voorloper van de Douglas RA beschouwd, maar bleef tot in 1924 in productie.

#### Motor
In tegenstelling tot voorgaande modellen kreeg de S 1 een kopklepmotor, wat ook al niet duidt op een sportmotor, want de Sport 2¾ HP uit 1921 had nog gewoon zijkleppen.

### RA 23 en RA 24
In 1923 ontstond het door Stephen Leslie ("Les") Bailey ontwikkelde racemodel Douglas Model RA met kopklepmotor, waarbij de letters verwezen naar de primitieve schijfrem die was ontwikkeld door de "Research Association". Jim Whalley won de Grand Prix van Frankrijk met die machine en Tom Sheard won de Senior TT van 1923 met bijna twee minuten voorsprong. Freddie Dixon, een allround-coureur die in allerlei takken van motorsport uitblonk, bleek ook met een zijspancombinatie overweg te kunnen en won met bakkenist Walter Denny de allereerste Sidecar TT. Wat meer op de achtergrond reed Cyril Pullin, die in 1914 met een Rudge de Senior TT had gewonnen, maar sindsdien meer naam had gemaakt als constructeur met zijn eigen merk Pullin-Groom. Hij reed met Douglas-motorfietsen naar een 23e plaats in de Senior TT en een 9e plaats in de Junior TT. De RA was een pure fabrieksracer. De versnellingsbak zat boven de achterste cilinder en was aan de motor - niet aan het frame - bevestigd. Hij had twee carburateurs en een aluminium oliepan. Vanwege de duwstart bij races was er geen kickstarter gemonteerd.

### TT Replica
De TT Replica was een clubmanracer met twee carburateurs. De machine had geen kickstarter en werd vanaf 1925 ook door fabrieksrijders gebruikt als opvolger van de RA. Die kregen echter rembanden in plaats van trommelremmen. De machine was ook leverbaar in 350- en 600cc-uitvoering, maar op verzoek kon zelfs een 750cc-machine gekocht worden.

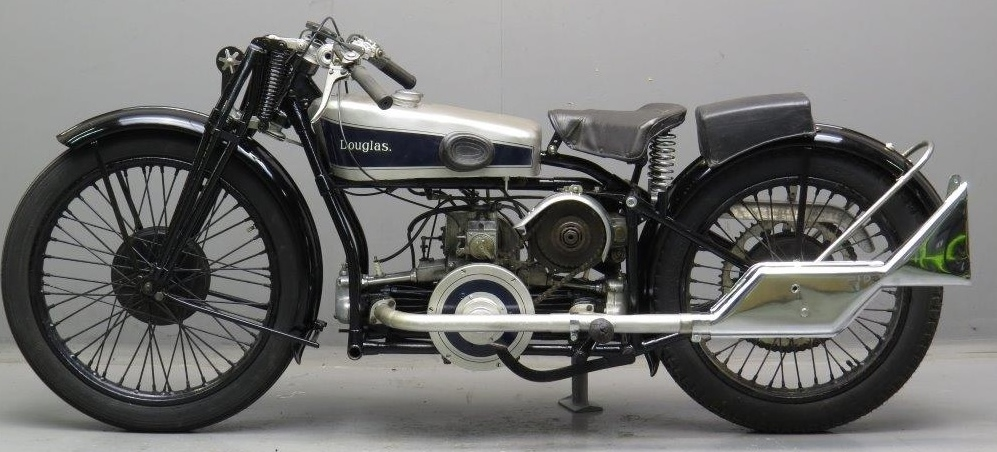
Douglas F 31 500cc-kopklepper uit 1931, identiek aan de 600cc-G31

### G 28, G 29, F 31, F 32, F 33 en OW Speed Special
De G 28 uit 1928 was de 500cc-versie van het 600cc-model OC. Het was in tegenstelling tot de OC een sportief model, maar kon zowel met voetsteunen als treeplanken worden geleverd. In 1929 werd de naam "G 29". Het model verdween in 1930, maar kwam in 1931 als "F 31" weer terug. De F 31 was de opvolger van de G 29, die in 1930 niet geproduceerd was. Het hele klepbedieningsmechanisme was bij de F 31 ingekapseld, de carburateur zat in de airbox weggewerkt. De machine had dezelfde schommelvork met slechts een enkele veer die ook bij de DT 5 en de SW 5 was toegepast. De kickstarter zat op de versnellingsbak en daardoor erg hoog, want zoals bij de racers was de versnellingsbak boven de achterste cilinder vlak onder het zadel gemonteerd. De machine was identiek aan de 600cc-G 31. In 1932 veranderden de namen in F 32 en G 32. In 1933 werden er nog wel machines geleverd onder de namen F 33 en G 33, maar dat waren restanten uit 1932. In 1933 was de naam veranderd in OW Speed Special. De cilinders en cilinderkoppen bleven gelijk, maar het carter was veranderd. De zadeltank was van het Bulbous Nose-type, met ingebouwd instrumentenpaneel, verchroomd met blauwe zijpanelen. De machine had nu vier versnellingen met naar keuze van de koper hand- of voetschakeling. Er werden slechts ongeveer 25 machines gebouwd in 500- en 600cc-uitvoering. In 1935 was de tank zwart met blauwe zijpanelen. De machine had nu twee uitlaten en het achterste deel van het achterspatbord kon worden opgeklapt om het achterwiel te kunnen demonteren.

### DT 5
Intussen waren in Australië de dirttrackraces populair geworden en uit het Model RA werden in de tweede helft van de jaren twintig twee dirttrackracers ontwikkeld: de 500cc-DT 5 en de 600cc-DT 6. Dit waren eenvoudige machines zonder koppeling, maar met de kopklepmotor die ook in de SW 5 racers werd gebruikt. De Australiërs reden demonstratieraces om hun sport ook in Groot-Brittannië populair te maken en dat lukte zelfs binnen enkele maanden. De dirttrackmachine DT 5 werd zonder versnellingen en remmen geleverd, maar coureurs die - zoals in die tijd heel gebruikelijk - de machine over de weg naar de renbanen wilden rijden, konden wel remmen,een koppeling en een drieversnellingsbak bestellen. De DT 5 werd geproduceerd van 1928 tot 1932.

### SW 5
De speedwaymachine SW 5 werd zonder versnellingen en remmen geleverd, maar coureurs die - zoals in die tijd heel gebruikelijk - de machine over de weg naar de renbanen wilden rijden, konden wel remmen en een koppeling bestellen. De SW 5 werd geproduceerd van 1928 tot 1932.

### S 5, C 31 en C 32 Bulldog
In Engeland ontwikkelde zich de sport al snel in de richting van de kortebaan-speedway, waar de Douglas met zijn lange wielbasis niet zo geschikt voor was. Voor clubmanraces ontwikkelde Freddie Dixon de S 5 en de S 6, gebaseerd op de dirttrackracers, maar voorzien van spatborden, remmen, twee voetsteunen en een vliegwielkoppeling, zodat de machines geschikt waren om over de openbare weg naar races te rijden. De S 5, hoewel als sportmotor bedoeld, had echter nog een zijklepmotor. Hij kwam in 1930 op de markt. In 1931 veranderde de naam in “C 31” en in 1932, toen een aantal modellen de naam van een hondenras kreeg, in “C 32 Bulldog”.

### M 32
De M 32 uit 1932 was een bijzonder model, de grotere versie van de 350cc-K 32, die op zijn beurt de wederopstanding van het oude model D 29 was. Hoewel een kopklepmotor, was de motor gebaseerd op een zijklepper en daarom zaten de stoterstangen aan de zijkant, waar vroeger de zijkleppen hadden gezeten. De cilindermaten zijn raadselachtig. Het zou kunnen dat het een simpelweg opgeboorde K 32 met een slag van 60 mm was, maar het zou ook kunnen dat hij op een 500cc-zijklepcarter met een slag van 68 mm gebouwd was.

### Endeavour
De Endeavour uit 1935 was het enige vooroorlogse model dat een langsgeplaatste motor kreeg. Dit realiseerde men door het blok van de Blue Chief een kwart slag te draaien. De Endeavour kreeg ook asaandrijving, maar werd niet populair. Er werden er in 1935 en 1936 niet meer dan ongeveer 100 gebouwd.

### Blue Chief, Aero 500 en DC/38
De Blue Chief werd in 1935 gebouwd onder verantwoordelijkheid van de nieuwe eigenaar van Douglas, Bond Aircraft & Engineering. Bij de Blue Chief zijklepper was sprake van een nieuwe motor met een boring/slagverhouding van 68 x 68 mm en met aluminium cilinders en cilinderkoppen. Hij had de lichtere Douglas-voorvork die ook bij de Comet- en Cotswold-modellen werd gebruikt. Er werd in advertenties gemeld dat de machine vier versnellingen had, maar er werden alleen drieversnellingsmodellen afgebeeld. Mogelijk waren die bestemd als militaire motorfiets voor het War Office. De Blue Chief had als optie een voetschakeling. In 1936 veranderde de naam in "Aero 500" (een verwijzing naar de nieuwe eigenaar) en verviel deze optie. De productie eindigde in 1938, toen de machine in de catalogus inmiddels "Douglas DC/38" werd genoemd, maar uit restantvoorraden kon men nog in 1939 een Aero 500 kopen.

## Technische gegevens
| Douglas 500cc-modellen | S 1                                                  | RA 23/24                                             | TT Replica                                           | G 28                                                 | DT 5                                                 | SW 5                                                 | G 29                                                 |
| ---------------------- | ---------------------------------------------------- | ---------------------------------------------------- | ---------------------------------------------------- | ---------------------------------------------------- | ---------------------------------------------------- | ---------------------------------------------------- | ---------------------------------------------------- |
| Periode                | 1920-1924                                            | 1923-1925                                            | 1926-1929                                            | 1928                                                 | 1928-1932                                            | 1928-1932                                            | 1929                                                 |
| Categorie              | Fabrieksracer                                        | Fabrieksracer                                        | Clubmanracer                                         | Sportmotor                                           | Dirttrackracer                                       | Speedwayracer                                        | Sportmotor                                           |
| Motortype              | Kopklepmotor                                         | Kopklepmotor                                         | Kopklepmotor                                         | Kopklepmotor                                         | Kopklepmotor                                         | Kopklepmotor                                         | Kopklepmotor                                         |
| Bouwwijze              | Luchtgekoelde dwarsgeplaatste tweecilinderboxermotor | Luchtgekoelde dwarsgeplaatste tweecilinderboxermotor | Luchtgekoelde dwarsgeplaatste tweecilinderboxermotor | Luchtgekoelde dwarsgeplaatste tweecilinderboxermotor | Luchtgekoelde dwarsgeplaatste tweecilinderboxermotor | Luchtgekoelde dwarsgeplaatste tweecilinderboxermotor | Luchtgekoelde dwarsgeplaatste tweecilinderboxermotor |
| Boring                 | 68 mm                                                | 68 mm                                                | 68 mm                                                | 62,25 mm                                             | 62,25 mm, Vanaf 1931: 68 mm                          | 62,25 mm, Vanaf 1931: 68 mm                          | 62,25 mm                                             |
| Slag                   | 68 mm                                                | 68 mm                                                | 68 mm                                                | 82 mm                                                | 82 mm, vanaf 1931: 68 mm                             | 82 mm, vanaf 1931: 68 mm                             | 82 mm                                                |
| Cilinderinhoud         | 493,9 cc                                             | 493,9 cc                                             | 493,9 cc                                             | 499,1 cc                                             | 499,1 cc, Vanaf 1931: 493,9 cc                       | 499,1 cc, Vanaf 1931: 493,9 cc                       | 499,1 cc                                             |
| Smeersysteem           | Wet-sumpsysteem                                      | Wet-sumpsysteem                                      | Wet-sumpsysteem                                      | Wet-sumpsysteem                                      | Wet-sumpsysteem                                      | Wet-sumpsysteem                                      | Wet-sumpsysteem                                      |
| Primaire aandrijving   | Ketting                                              | Ketting                                              | Ketting                                              | Ketting                                              | Ketting                                              | Ketting                                              | Ketting                                              |
| Versnellingen          | Ketting                                              | Ketting                                              | Ketting                                              | Ketting                                              | Ketting                                              | Ketting                                              | Ketting                                              |
| Secundaire aandrijving | 3                                                    | 3                                                    | 3                                                    | 3                                                    | 3                                                    | 3                                                    | 3                                                    |
| Rijwielgedeelte        | Enkel wiegframe                                      | Dubbel wiegframe                                     | Dubbel wiegframe                                     | Dubbel wiegframe                                     | Dubbel wiegframe                                     | Dubbel wiegframe                                     | Dubbel wiegframe                                     |
| Voorvork               | Schommelvork                                         | Schommelvork                                         | Schommelvork                                         | Schommelvork                                         | Schommelvork                                         | Schommelvork                                         | Schommelvork                                         |
| Achtervork             | Star achterframe                                     | Star achterframe                                     | Star achterframe                                     | Star achterframe                                     | Star achterframe                                     | Star achterframe                                     | Star achterframe                                     |
| Remmen                 | Schijfrem voor, Trommelrem achter                    | Schijfrem voor, Trommelrem achter                    | Trommelremmen                                        | Trommelremmen                                        | Geen                                                 | Trommelremmen                                        | Trommelremmen                                        |
| Voorganger             | Geen                                                 | S 1                                                  | Geen                                                 | Geen                                                 | Geen                                                 | Geen                                                 | G 28                                                 |
| Opvolger               | RA                                                   | Geen                                                 | S 5                                                  | G 29                                                 | Geen                                                 | Geen                                                 | F 31                                                 |
|                        |                                                      |                                                      |                                                      |                                                      |                                                      |                                                      |                                                      |
| Douglas 500cc-modellen | S 5                                                  | C 31                                                 | F 31                                                 | C 32 Bulldog                                         | F 32                                                 | M 32                                                 |                                                      |
| Periode                | 1930                                                 | 1931                                                 | 1931                                                 | 1932                                                 | 1932                                                 | 1932                                                 |                                                      |
| Categorie              | Sportmotor                                           | Sportmotor                                           | Sportmotor                                           | Sportmotor                                           | Sportmotor                                           | Toermotor                                            |                                                      |
| Motortype              | Zijklep                                              | Zijklep                                              | Kopklep                                              | Zijklep                                              | Kopklep                                              | Kopklep                                              |                                                      |
| Bouwwijze              | Luchtgekoelde dwarsgeplaatse tweecilinderboxermotor  | Luchtgekoelde dwarsgeplaatse tweecilinderboxermotor  | Luchtgekoelde dwarsgeplaatse tweecilinderboxermotor  | Luchtgekoelde dwarsgeplaatse tweecilinderboxermotor  | Luchtgekoelde dwarsgeplaatse tweecilinderboxermotor  | Luchtgekoelde dwarsgeplaatse tweecilinderboxermotor  |                                                      |
| Boring                 | 62,25 mm                                             | 62,25 mm                                             | 62,25 mm                                             | 62,25 mm                                             | 62,25 mm                                             | Onbekend                                             |                                                      |
| Slag                   | 82 mm                                                | 82 mm                                                | 82 mm                                                | 82 mm                                                | 82 mm                                                | Onbekend                                             |                                                      |
| Cilinderinhoud         | 499,1 cc                                             | 499,1 cc                                             | 499,1 cc                                             | 499,1 cc                                             | 499,1 cc                                             | Onbekend                                             |                                                      |
| Smeersysteem           | Wet-sumpsysteem                                      | Wet-sumpsysteem                                      | Wet-sumpsysteem                                      | Wet-sumpsysteem                                      | Wet-sumpsysteem                                      | Wet-sumpsysteem                                      |                                                      |
| Primaire aandrijving   | Ketting                                              | Ketting                                              | Ketting                                              | Ketting                                              | Ketting                                              | Ketting                                              |                                                      |
| Versnellingen          | 3                                                    | 3                                                    | 3                                                    | 3                                                    | 3                                                    | 3                                                    |                                                      |
| Secundaire aandrijving | Ketting                                              | Ketting                                              | Ketting                                              | Ketting                                              | Ketting                                              | Ketting                                              |                                                      |
| Rijwielgedeelte        | Dubbel wiegframe                                     | Dubbel wiegframe                                     | Dubbel wiegframe                                     | Dubbel wiegframe                                     | Dubbel wiegframe                                     | Dubbel wiegframe                                     |                                                      |
| Voorvork               | Schommelvork                                         | Schommelvork                                         | Schommelvork                                         | Schommelvork                                         | Schommelvork                                         | Schommelvork                                         |                                                      |
| Achtervork             | Star achterframe                                     | Star achterframe                                     | Star achterframe                                     | Star achterframe                                     | Star achterframe                                     | Star achterframe                                     |                                                      |
| Remmen                 | Trommelremmen                                        | Trommelremmen                                        | Trommelremmen                                        | Trommelremmen                                        | Trommelremmen                                        | Trommelremmen                                        |                                                      |
| Voorganger             | Geen                                                 | S 5                                                  | G 29                                                 | C 31                                                 | F 31                                                 | Geen                                                 |                                                      |
| Opvolger               | C 31                                                 | C 32 Bulldog                                         | F 32                                                 | Blue Chief                                           | OW Speed Special                                     | Geen                                                 |                                                      |
|                        |                                                      |                                                      |                                                      |                                                      |                                                      |                                                      |                                                      |
| Douglas 500cc-modellen | F 33                                                 | OW Speed Special                                     | Endeavour                                            | Aero 500                                             | Blue Chief                                           | DC/38                                                |                                                      |
| Periode                | 1933                                                 | 1933                                                 | 1935-1936                                            | 1935-1939                                            | 1935-1939                                            | 1938                                                 |                                                      |
| Categorie              | Sportmotor                                           | Sportmotor                                           | Toermotor                                            | Toermotor                                            | Toermotor                                            | Toermotor                                            |                                                      |
| Motortype              | Kopklep                                              | Kopklep                                              | Zijklep                                              | Zijklep                                              | Zijklep                                              | Zijklep                                              |                                                      |
| Bouwwijze              | Luchtgekoelde dwarsgeplaatste tweecilinderboxermotor | Luchtgekoelde dwarsgeplaatste tweecilinderboxermotor | Luchtgekoelde langsgeplaatste tweecilinderboxermotor | Luchtgekoelde dwarsgeplaatste tweecilinderboxermotor | Luchtgekoelde dwarsgeplaatste tweecilinderboxermotor | Luchtgekoelde dwarsgeplaatste tweecilinderboxermotor |                                                      |
| Boring                 | 62,25 mm                                             | 62,25 mm                                             | 68 mm                                                | 68 mm                                                | 68 mm                                                | 68 mm                                                |                                                      |
| Slag                   | 82 mm                                                | 82 mm                                                | 68 mm                                                | 68 mm                                                | 68 mm                                                | 68 mm                                                |                                                      |
| Cilinderinhoud         | 499,1 cc                                             | 499,1 cc                                             | 493,7 cc                                             | 493,7 cc                                             | 493,7 cc                                             | 493,7 cc                                             |                                                      |
| Smeersysteem           | Wet-sumpsysteem                                      | Wet-sumpsysteem                                      | Wet-sumpsysteem                                      | Wet-sumpsysteem                                      | Wet-sumpsysteem                                      | Wet-sumpsysteem                                      |                                                      |
| Primaire aandrijving   | Ketting                                              | Ketting                                              | Tandwielen                                           | Ketting                                              | Ketting                                              | Ketting                                              |                                                      |
| Versnellingen          | 3                                                    | 4                                                    | 3 of 4                                               | 3 of 4                                               | 3 of 4                                               | 3 of 4                                               |                                                      |
| Secundaire aandrijving | Ketting                                              | Ketting                                              | Aandrijfas                                           | Ketting                                              | Ketting                                              | Ketting                                              |                                                      |
| Rijwielgedeelte        | Dubbel wiegframe                                     | Dubbel wiegframe                                     | Dubbel wiegframe                                     | Dubbel wiegframe                                     | Dubbel wiegframe                                     | Dubbel wiegframe                                     |                                                      |
| Voorvork               | Schommelvork                                         | Schommelvork                                         | Schommelvork                                         | Schommelvork                                         | Schommelvork                                         | Schommelvork                                         |                                                      |
| Achtervork             | Star achterframe                                     | Star achterframe                                     | Star achterframe                                     | Star achterframe                                     | Star achterframe                                     | Star achterframe                                     |                                                      |
| Remmen                 | Trommelremmen                                        | Trommelremmen                                        | Trommelremmen                                        | Trommelremmen                                        | Trommelremmen                                        | Trommelremmen                                        |                                                      |
| Voorganger             | F 32                                                 | F 33                                                 | Geen                                                 | Endeavour                                            | Endeavour                                            | Aero 500/Blue Chief                                  |                                                      |
| Opvolger               | OW Speed Special                                     | Geen                                                 | T 35                                                 | Geen                                                 | Geen                                                 | Geen                                                 |                                                      |